# Кьостро делло Скальцо
Кьостро делло Скальцо (итал. Chiostro dello Scalzo — дворик босоногих) — монастырь во Флоренции, Италия, расположенный на Виа Кавур, 69. Известен циклом росписей «Из жизни Святого Иоанна Крестителя», выполненных выдающимся флорентийским художником Андреа дель Сарто.

## История
Кьостро делла Скальцо изначально примыкал к капелле, когда-то принадлежавшей религиозному братству мирян Святого Иоанна Крестителя (Compagnia del diciplinati di San Giovanni), или «Страстей Христовых» (della Passione di Cristo). Термин «scalzo» относится к босоногому брату, который нёс Крест во время религиозных шествий братства.

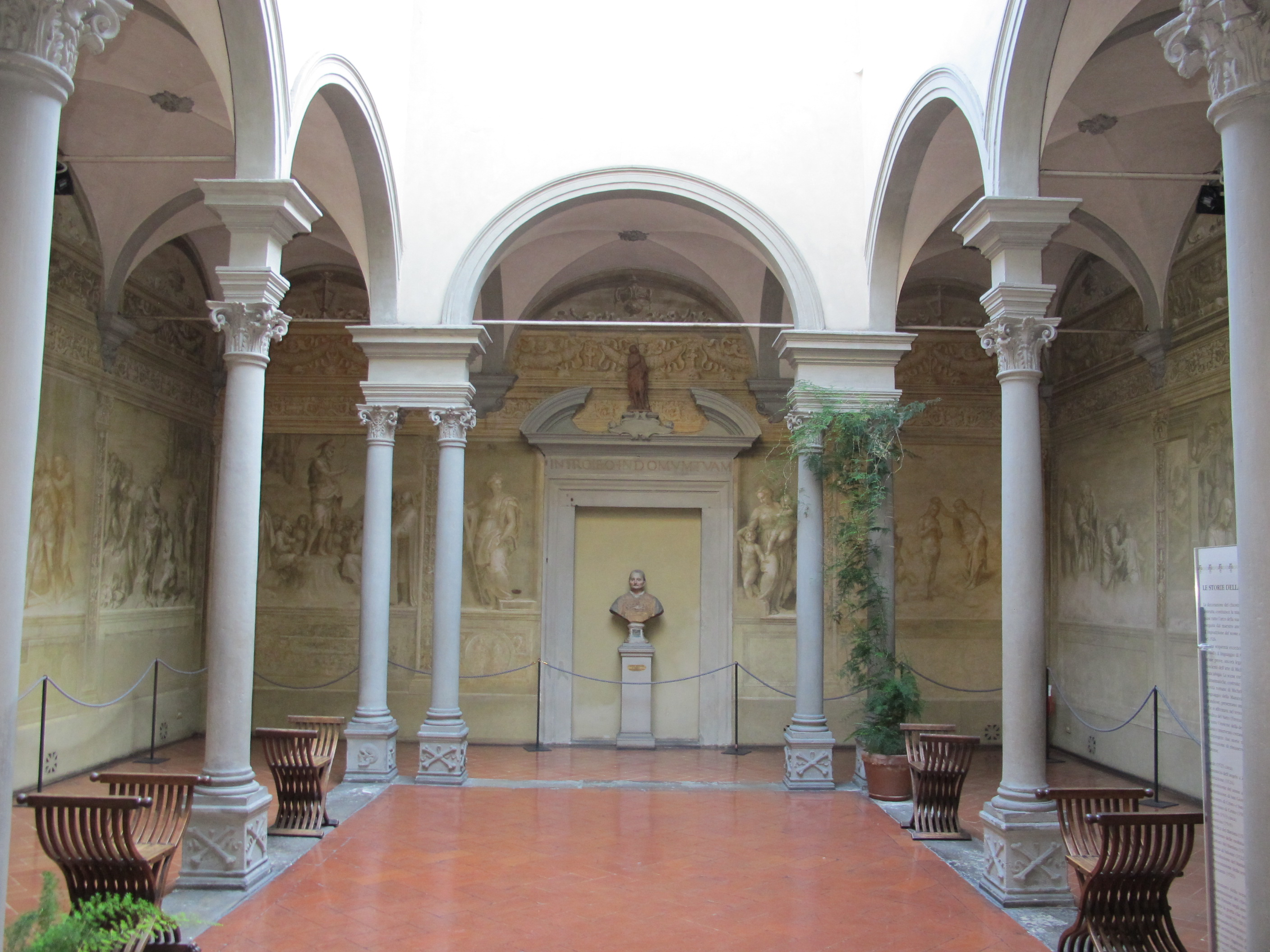
Кьостро делло Скальцо, Флоренция

«Compagnia della Scalzo» была строго дисциплинированным братством, практиковавшим покаяние, часто в форме самобичевания. Она была основана в 1376 году и использовала для своих собраний церковь Сан-Джованнино-деи-Кавальери на виа Сан-Галло ещё в 1390 году. Когда в первой половине XV века компания приобрела землю за этой церковью, она приступила к созданию собственного помещения, включавшего капеллу (освящённую в 1476 году, но затем полностью отреставрированную), монастырь и закрытый дворик, которые можно видеть и в наши дни. В 1455 году братство подверглось реформе, одобренной епископом Флоренции Антонином, который в 1523 году был причислен к лику святых и изображён в виде терракотового бюста, который теперь установлен перед дверным проёмом, ведущим в капеллу.
Братья носили чёрные капюшоны с отверстиями для глаз и тяжелую чёрную верхнюю одежду, завязанную вокруг талии белым шнуром; такая одежда видна на полихромном глазурованном терракотовом рельефе, изображающем Святого Иоанна Крестителя и двух братьев (1510) над входом в монастырь со стороны улицы Кавур. Каждое первое воскресенье месяца компания организовывала шествие, а 24 июня — празднества в честь покровителя города и самого Иоанна Крестителя, которые сегодня сопровождаются знаменитыми фейерверками (I fochi di san Giovanni).
В 1508—1509 годах Андреа дель Сарто, который был членом братства, получил заказ от братьев на серию фресок в технике гризайль (в серых тонах), со сценами из жизни Святого Иоанна Крестителя. Он работал над росписями много лет, прерывая работу несколько раз. В 1518—1519 годах, когда Андреа был во Франции, его сменил Франческо ди Кристофано по прозванию Франчабиджо, который написал две сцены. Андреа дель Сарто завершил цикл «Скальцо» в 1526 году.
В 1722 году архитектор Пьетро Джованноцци внёс существенные изменения в архитектуру монастыря. Когда братство в 1786 году было упразднено, часть капеллы была приобретена Пьетро Леопольдо Лотарингским, великим герцогом Тосканским, в то время как остальная часть имущества, включая церковь, была выставлена на продажу и переоборудована для других целей. Затем монастырь находился под контролем Академии изящных искусств, потом здание перешло во владение города и в 1891 году открылось для публики. Бывший монастырь оставался закрытым в течение многих лет и, наконец, был вновь открыт в 1995 году, когда были обнаружены и отреставрированы фрески.

## Фрески
Фрески включают двенадцать сцен из жизни Святого Иоанна Крестителя и образуют повествование, которое начинается справа от входа. Kомпозиции не одинаковы по стилю и качеству, поскольку работа тянулась с перерывами пятнадцать лет, но зато «по ним можно проследить почти всё развитие» творчества Андреа дель Сарто.
Первая сцена — «Благовещение Захарии» (1523), за ней следует «Посещение Марией Елизаветы» (1524), затем «Рождение Крестителя» (1526), «Благословение юного святого Иоанна» (1519), «Встреча Иисуса и юного святого», «Иоанн Креститель в пустыне» (1518), «Крещение Христа» (ок. 1509—1510), «Проповедь Иоанна Крестителя народу» (1515), «Крещение народа» (1517), «Взятие под стражу святого Иоанна» (1517), «Танец Саломеи» (1522), «Обезглавливание Иоанна Крестителя» (1523) и «Представление головы Иоанна Крестителя» (1523). Даты создания каждой сцены отличаются от последовательности повествования.

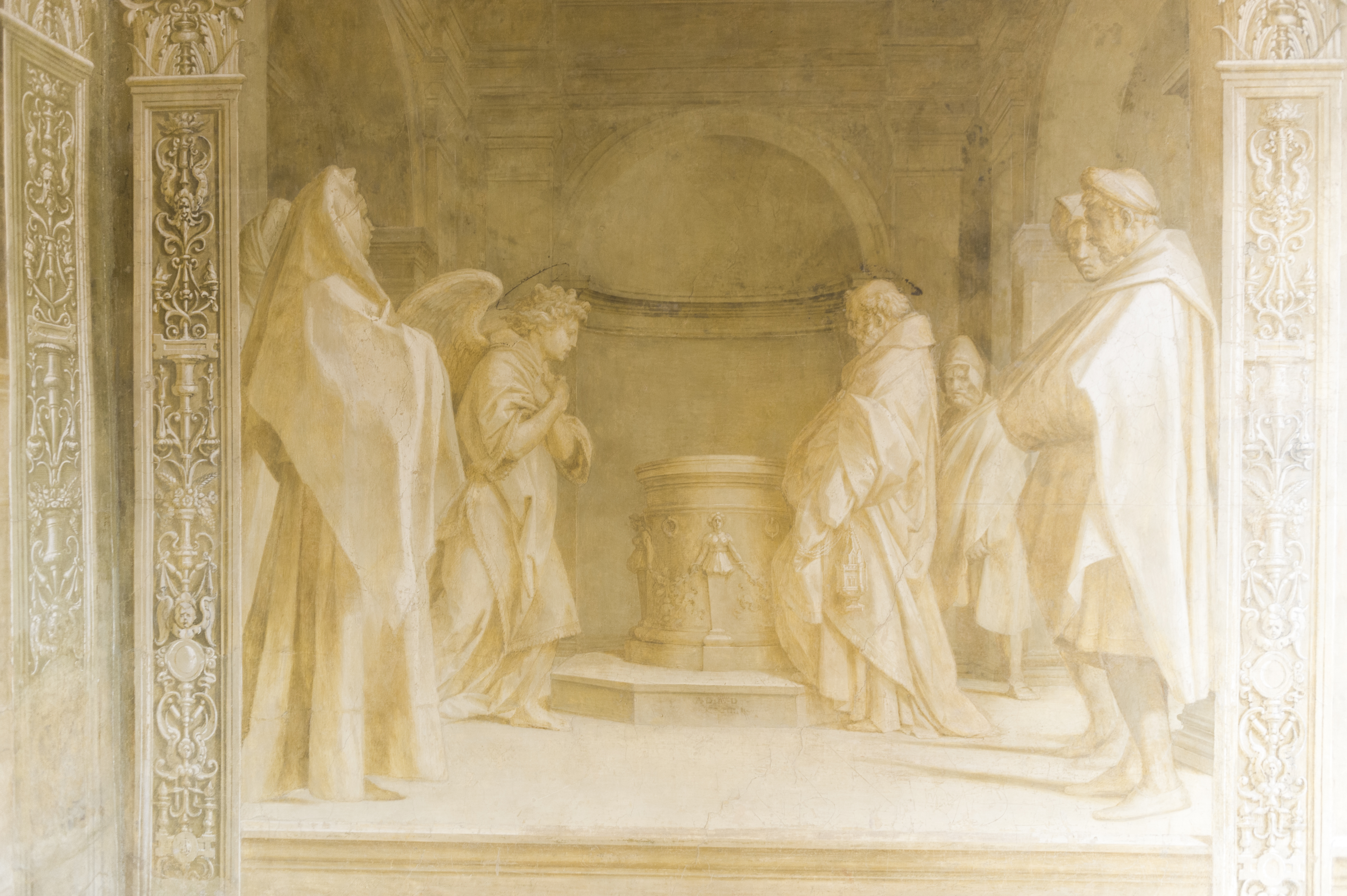
Благовещение Захарии
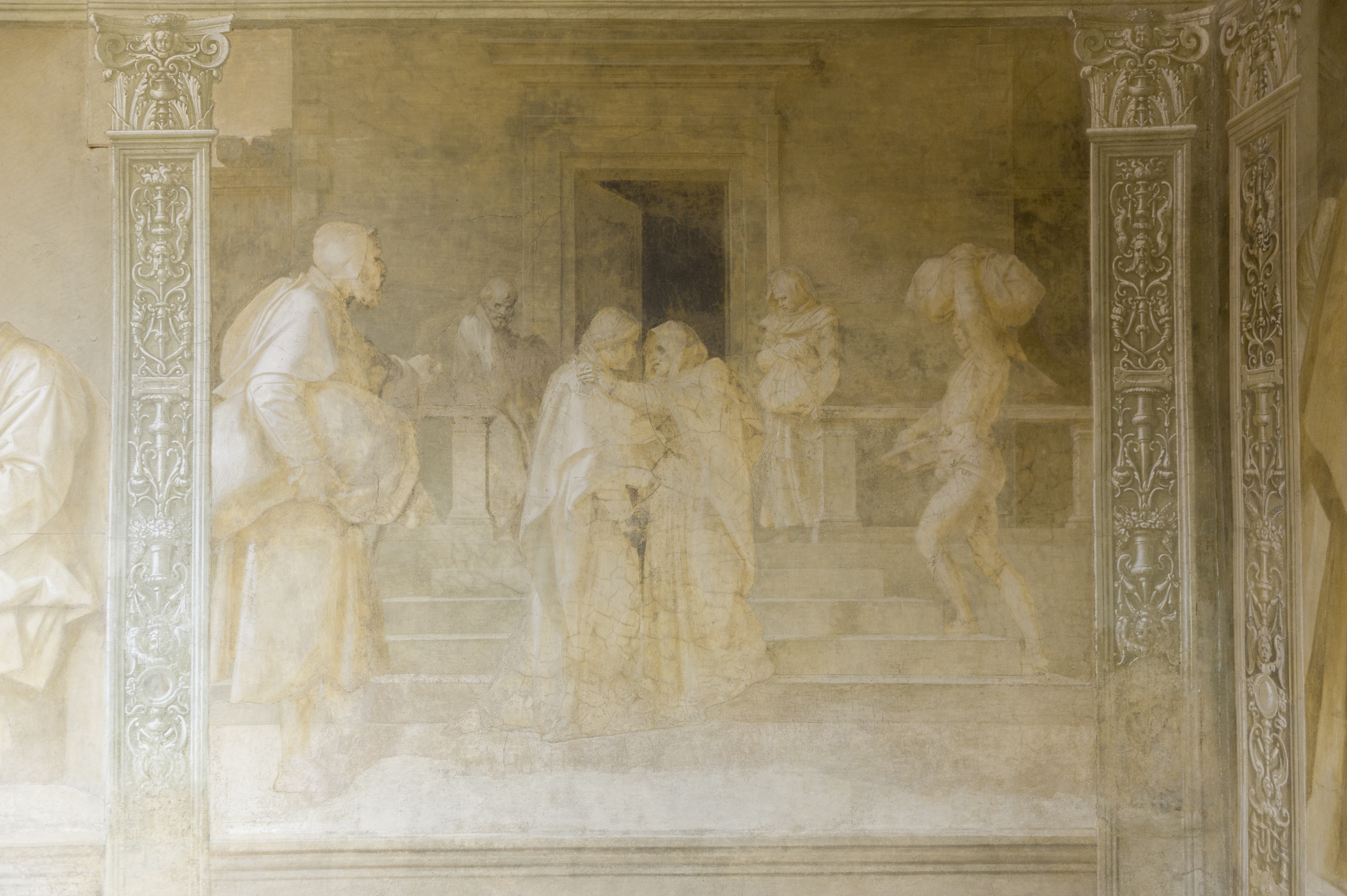
Посещение Марией Елизаветы
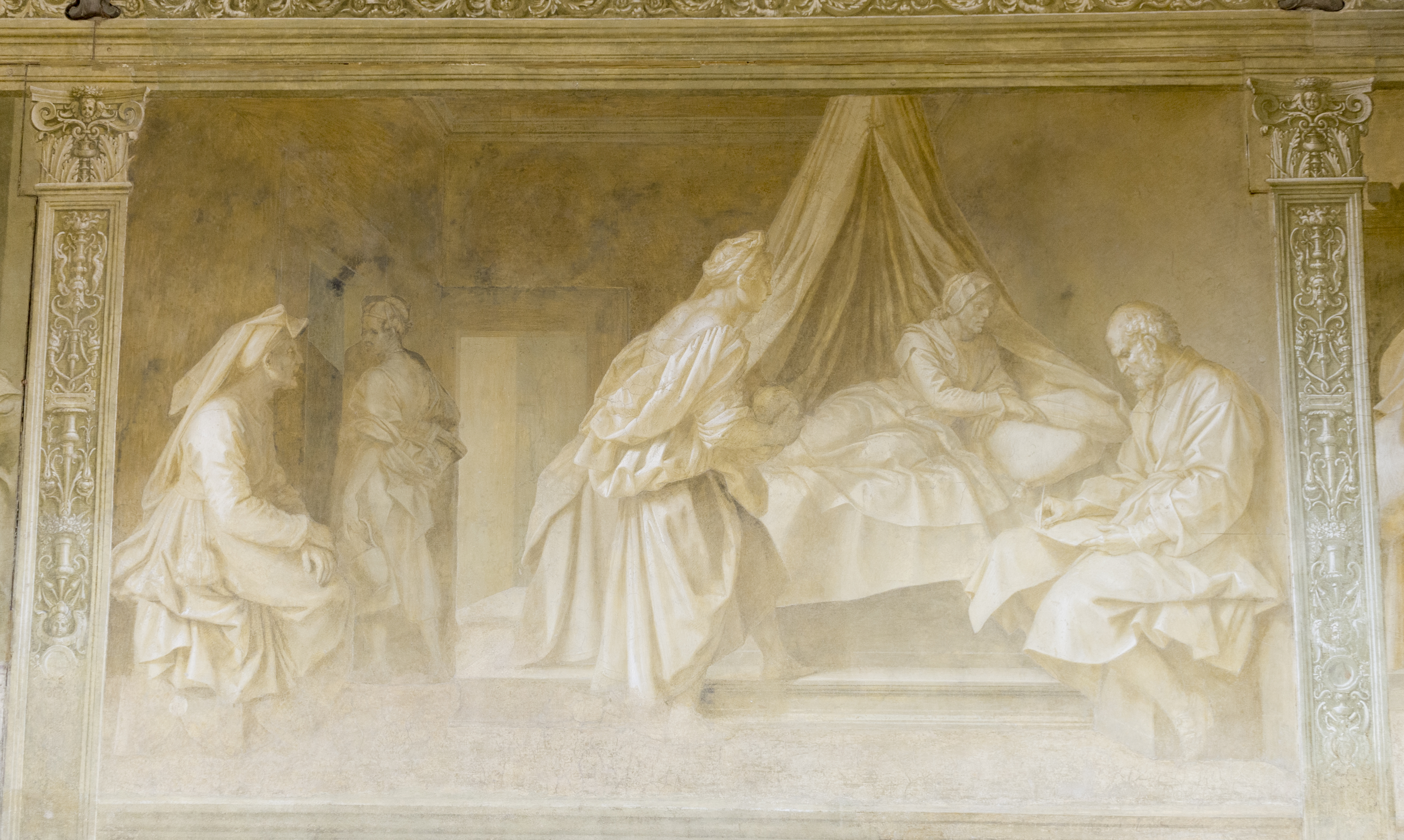
Рождение Крестителя
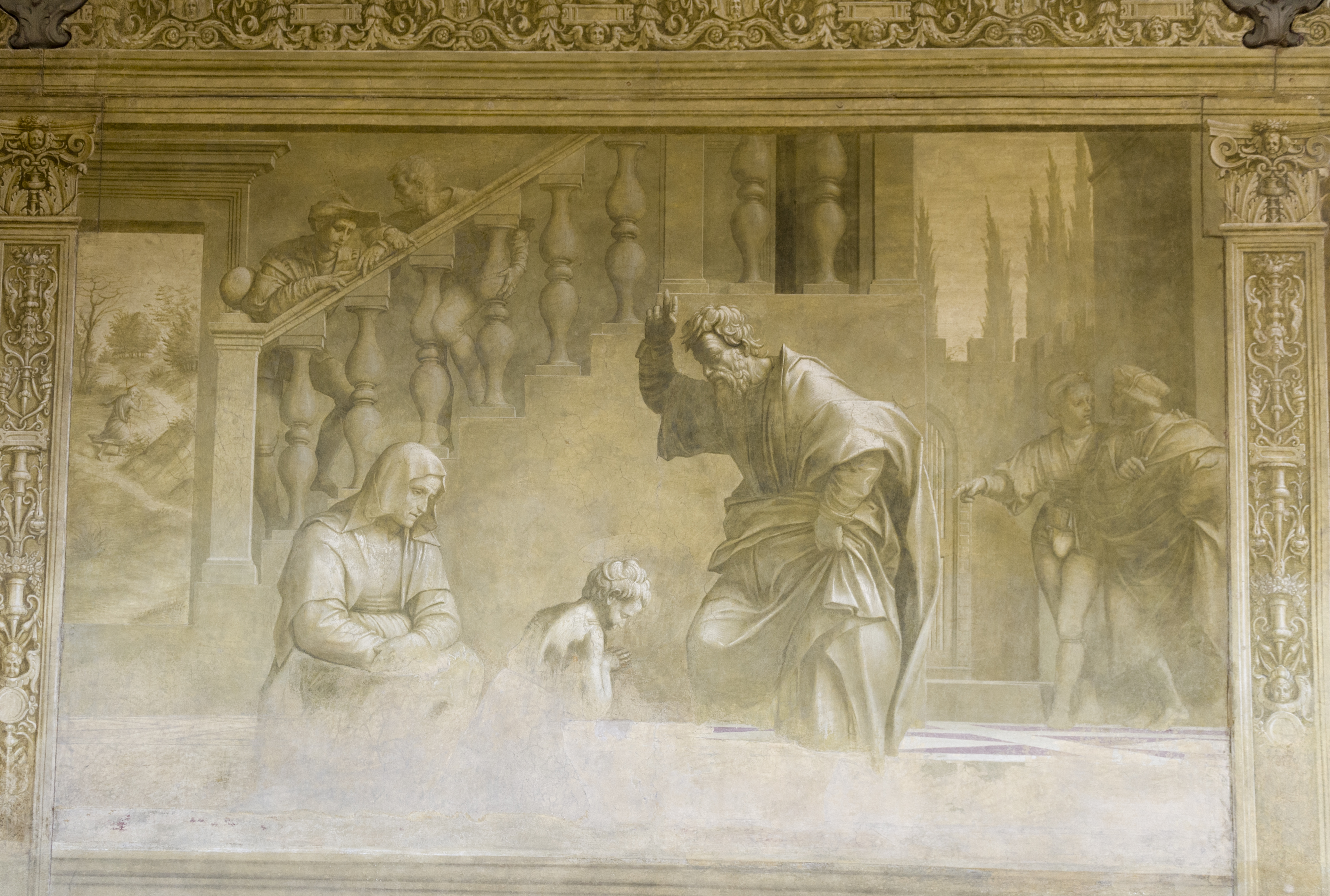
Благословение юного святого Иоанна (Франчабиджо)
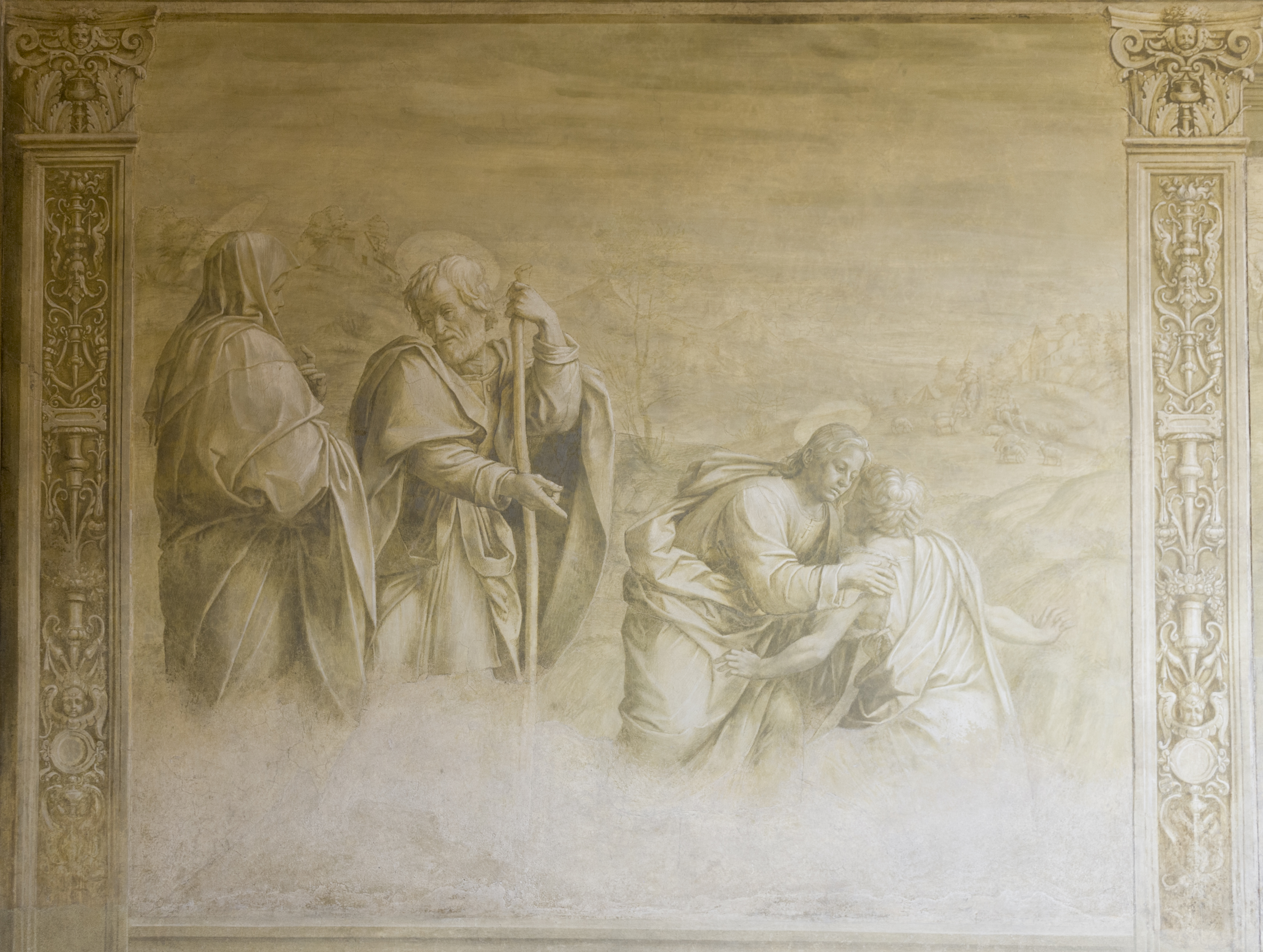
Встреча Иисуса и юного святого (Франчабиджо)
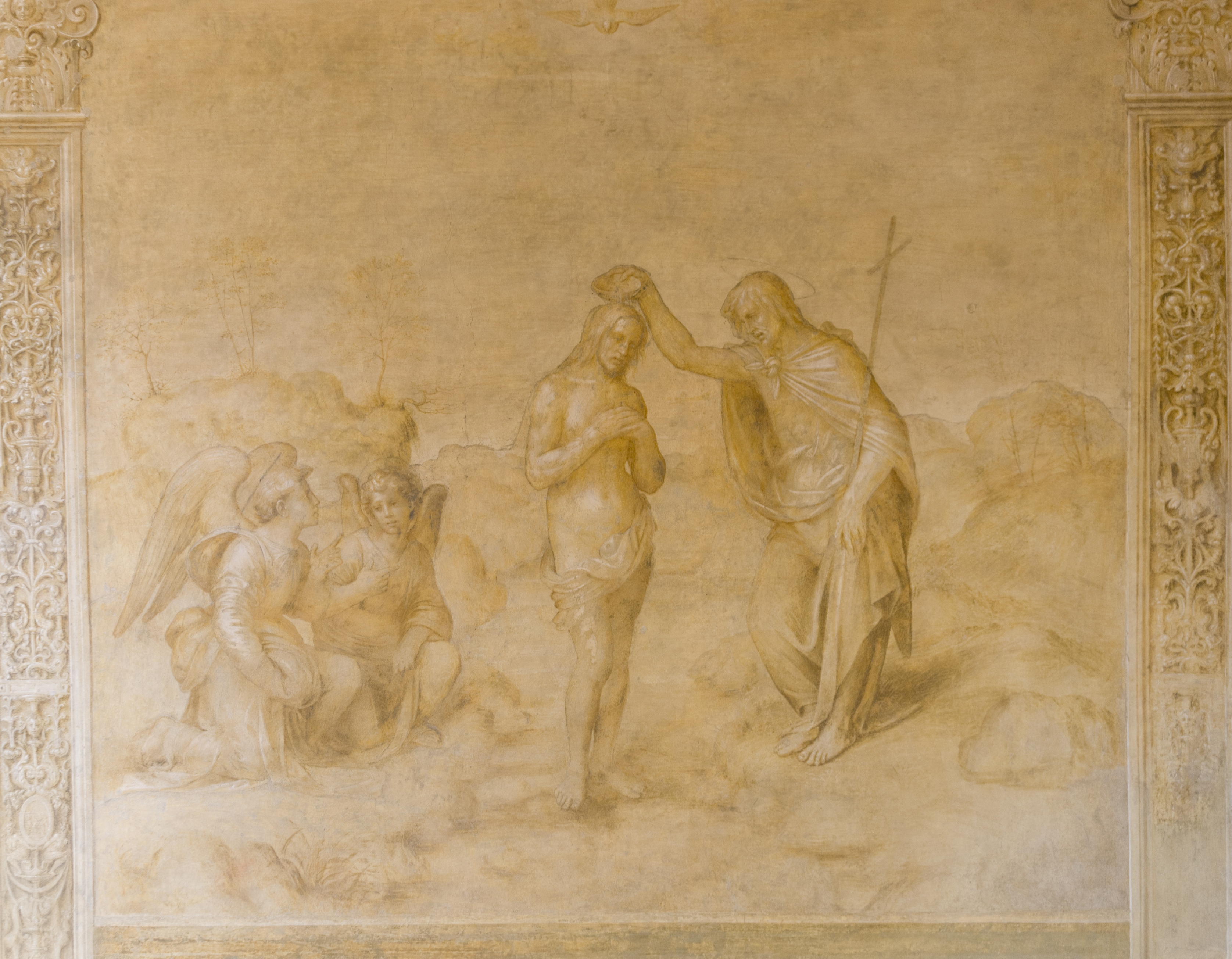
Крещение Христа
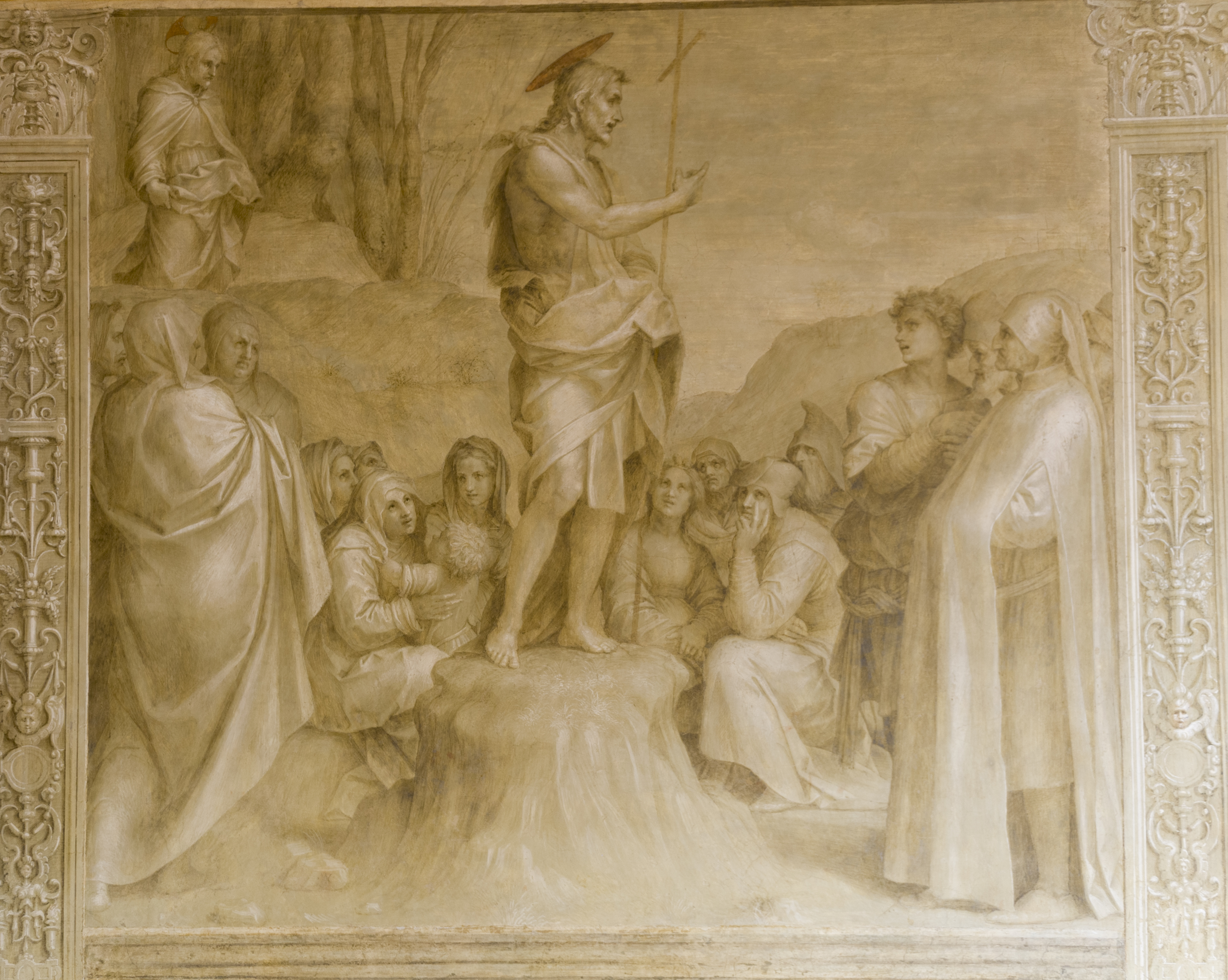
Проповедь Иоанна Крестителя народу
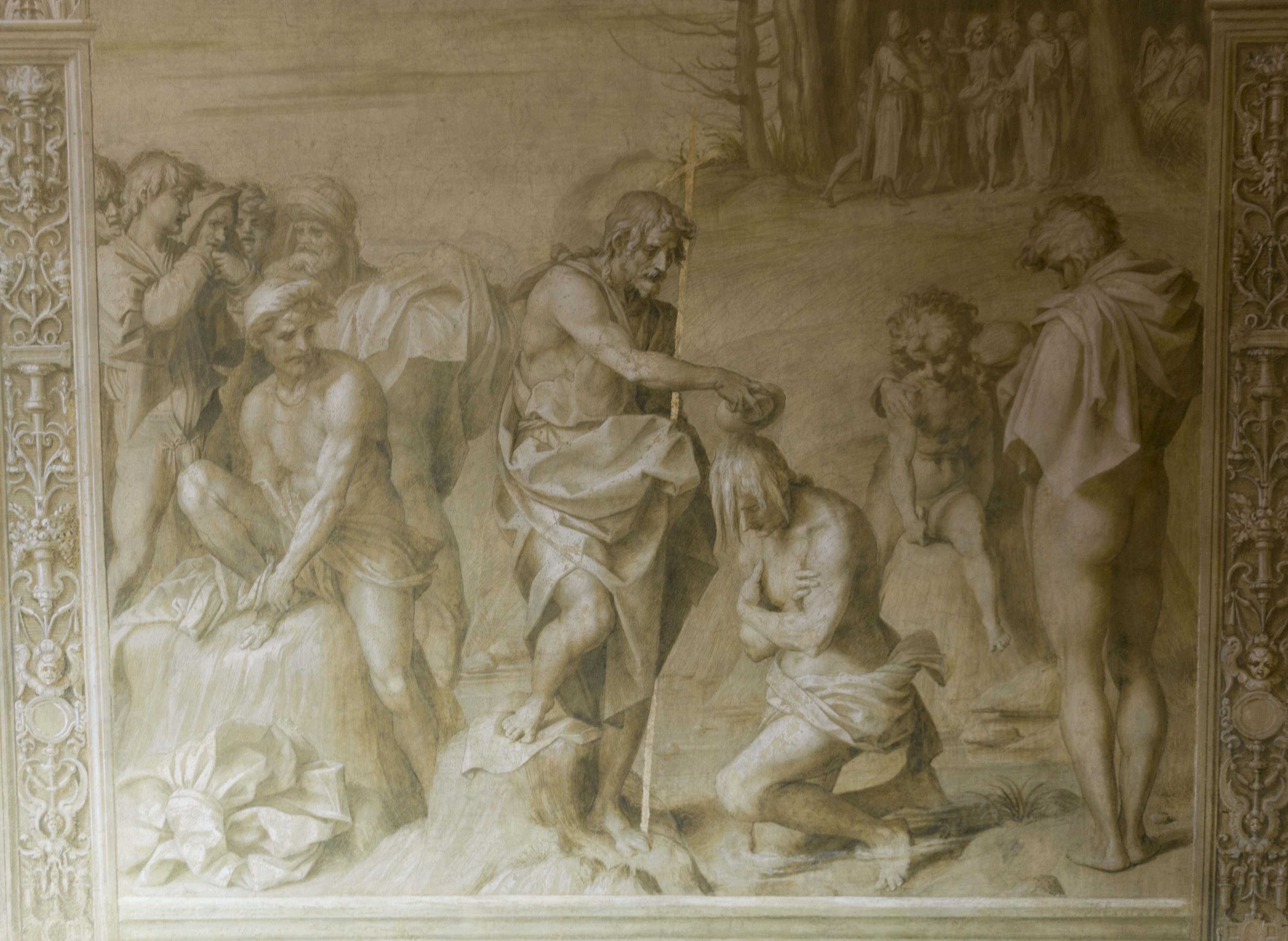
Крещение народа
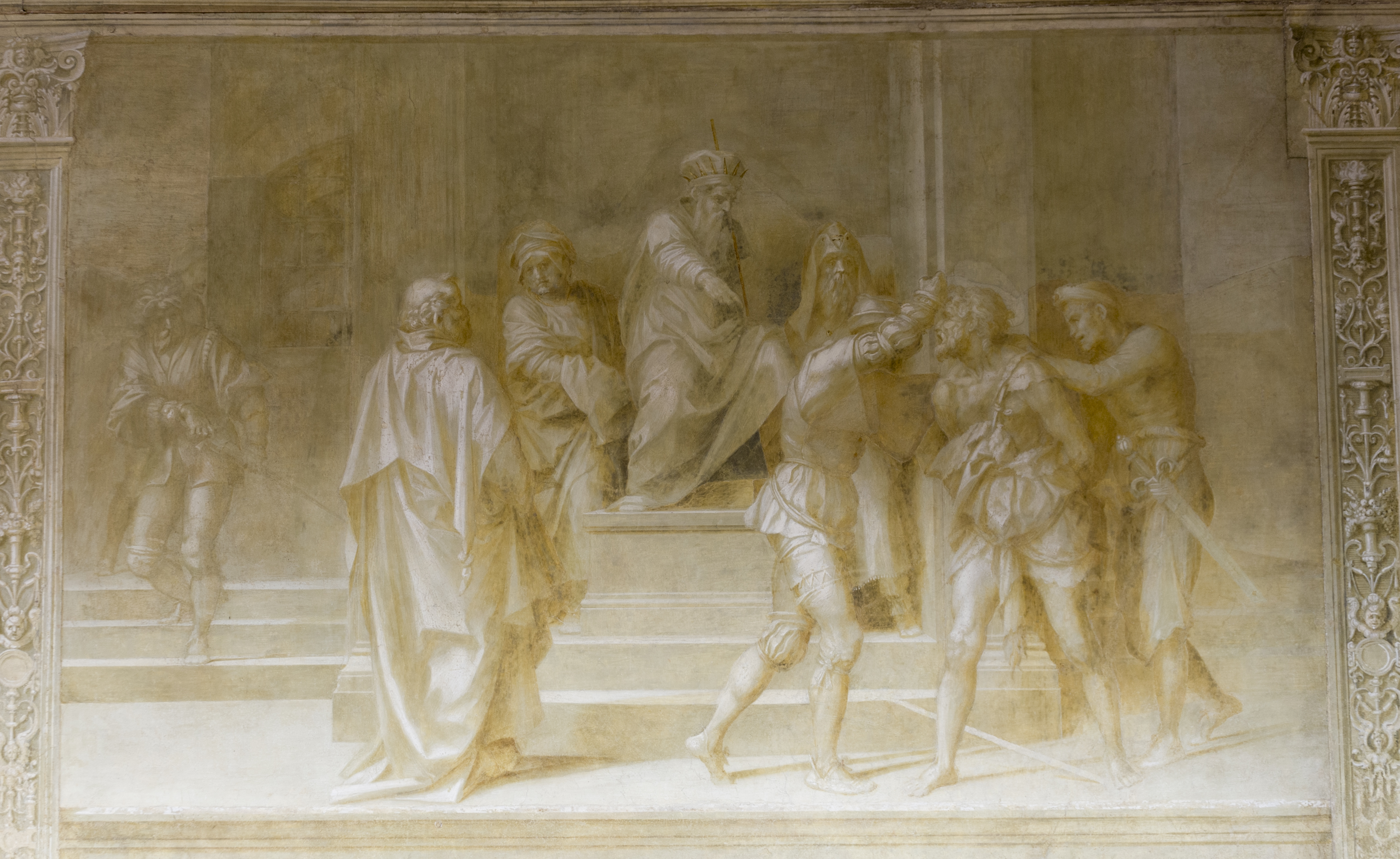
Взятие под стражу святого Иоанна
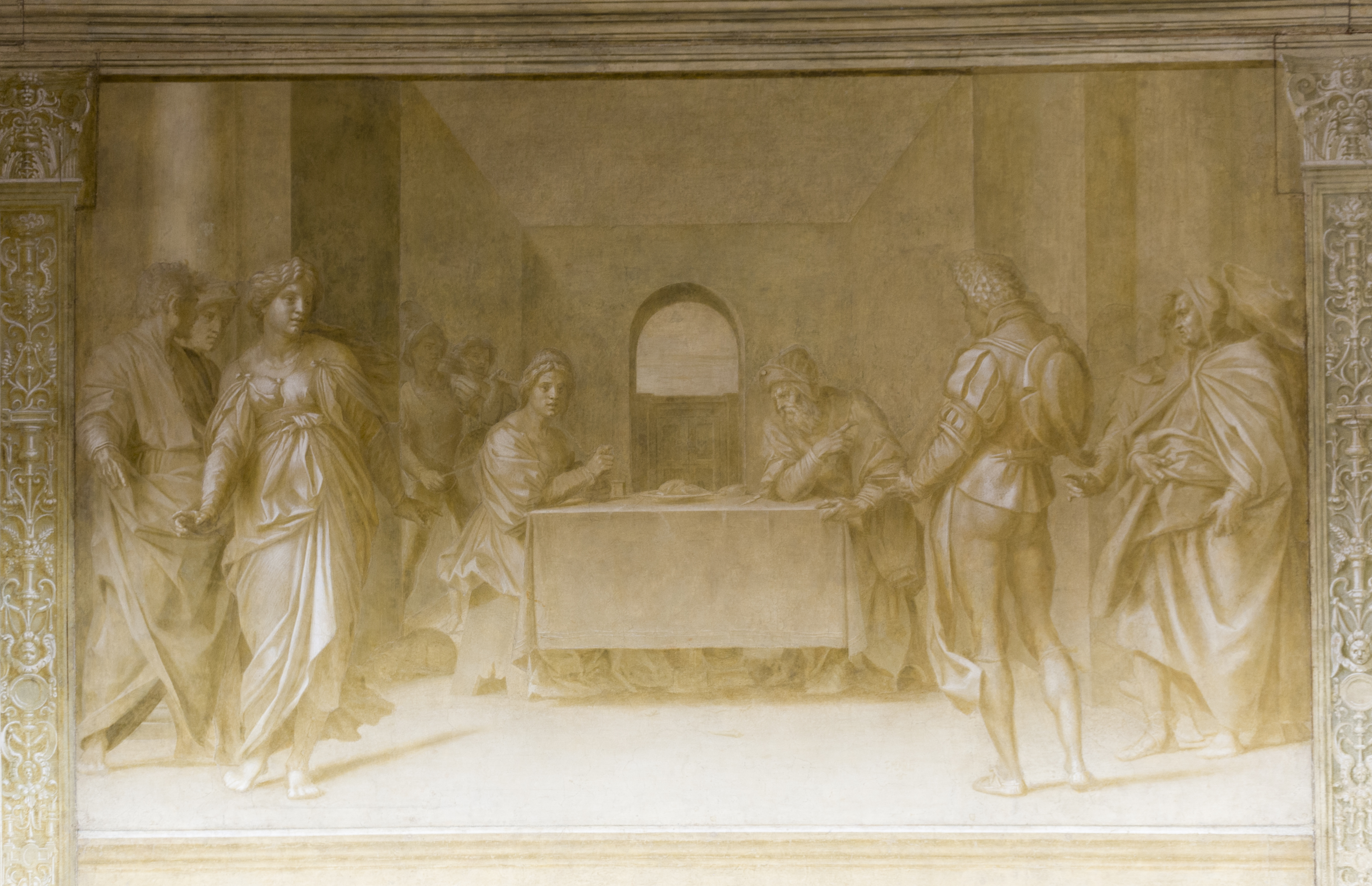
Танец Саломеи
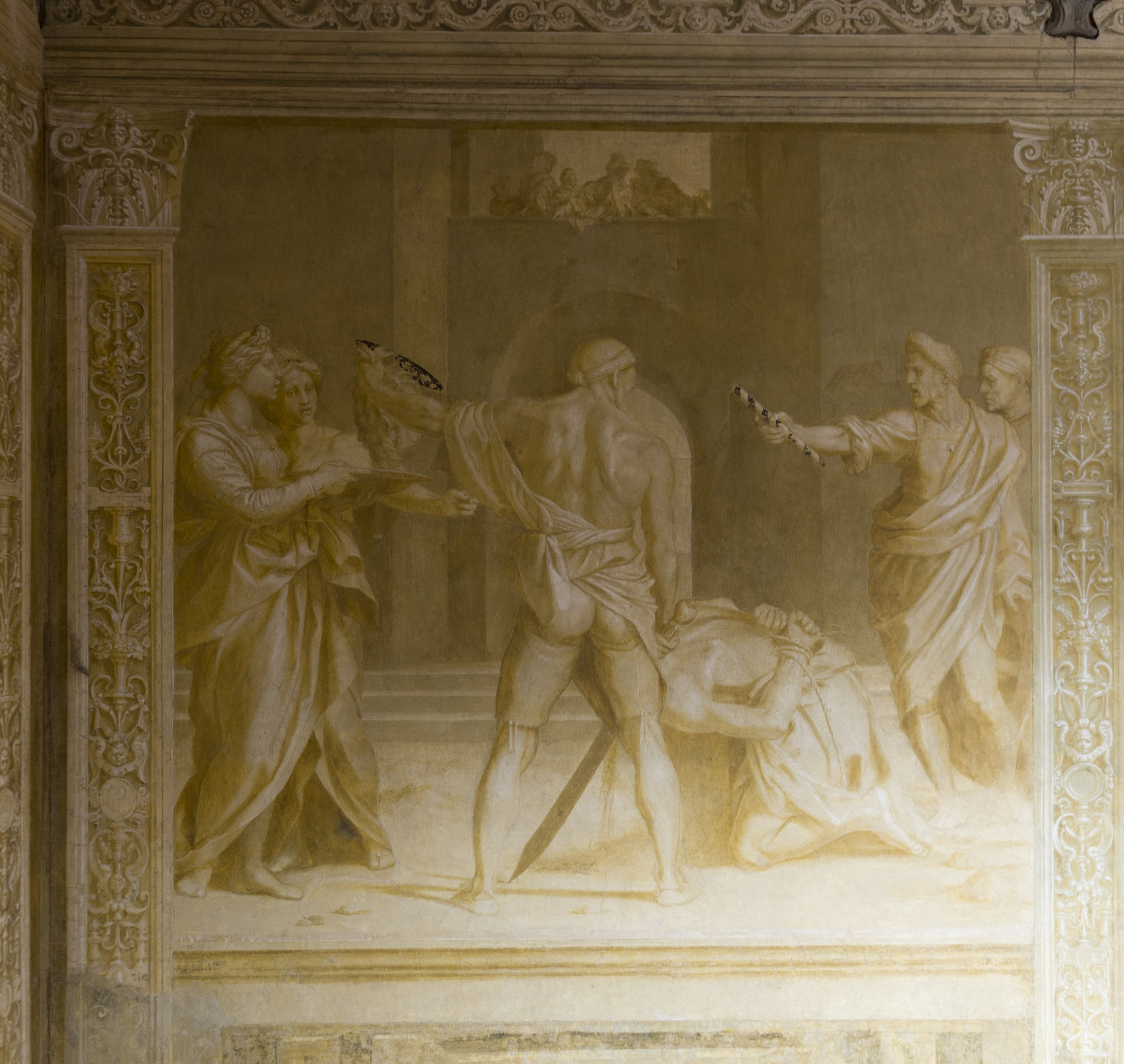
Обезглавливание Иоанна Крестителя
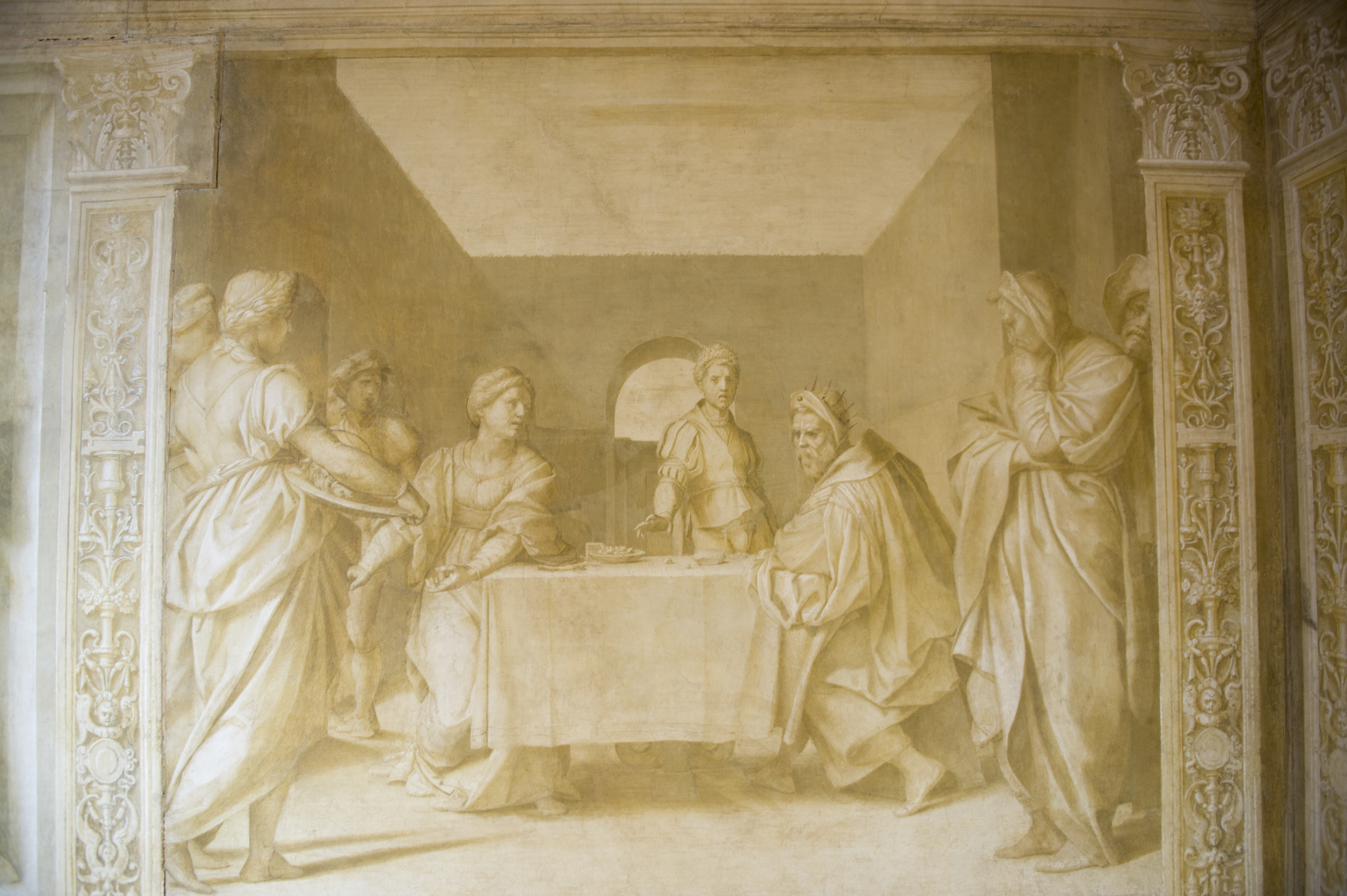
Представление головы Иоанна Крестителя